# 서대산
서대산(西臺山)은 대한민국 충청남도 금산군 추부면 서대리와 군북면 보광리 사이에 있는 높이 904m의 한국의 화강암 산이다. 충청남도에서 가장 높은 산이다.
화강암으로 이루어진 원추형 암산이다.

## 같이 보기
- 한국의 산
- 금산군의 지질
- 한국의 화강암